# زينب عبيد
زينب عبيد (مواليد 1 أغسطس 1985) هي ممثلة مغربية. شاركت في عدة أفلام ومسلسلات مغربية.

## مسارها
شاركت منذ سن 13 من عمرها في عدد من الوصلات الإشهارية، ودخلت عالم التمثيل والتلفزيون من خلال سلسلة “القضية” لمخرجها نور الدين لخماري، ثم لعبت دور البطلة في فيلم “هادي والتوبة”، وشاركت أيضا في السلسلة الرمضانية “صالون شهرزاد” على القناة الثانية المغربية (دوزيم)، إضافة إلى مشاركتها في فيلم “Né quelque part” سنة 2013 مع جمال الدبوز وعبد القادر السيكتور ومجموعة من الفنانين المغاربة.
أدّت دور البطولة في فيلم خلف الأبواب المغلقة سنة 2014 الذي يتطرق لموضوع التحرش الجنسي في الإدارات المغربية، كما شاركت في مسلسل مقطوع من شجرة الذي عرض على على قناة دوزيم خلال شهر رمضان سنة 2015. ودور البطولة كذالك رفقة المنشط الإذاعي والممثل محمد بوصفيحة والسيناريست والممثل عدنان موحجة في مسلسل RESO الخيالي من إخراج أنوار معتصم وإنتاج مشترك بين قناة دوزيم و شركة إنوي للإتصالات سنة 2018، وفي عام 2020 شاركت في تقديم برنامج المقالب خلي بالك من فيفي من تقديم الفنانة المصرية فيفي عبده.

## روابط خارجية
- زينب عبيد على موقع IMDb (الإنجليزية)
- زينب عبيد على موقع ألو سيني (الفرنسية)
- زينب عبيد على موقع كينوبويسك (الروسية)